# Brian Giles
Brian Stephen Giles (JAYH-ulz; nascido em 20 de janeiro de 1971) é um ex-jogador profissional de beisebol que atuou como defensor externo na Major League Baseball. Durante sua carreira jogou pelas equipes do Cleveland Indians, Pittsburgh Pirates e San Diego Padres. O canhoto Giles foi convocado duas vezes para o All-Star Game. Na carreira conseguiu 287 home runs, 411 duplas, 1.078 RBIs (RBI) e walks em 1.847 games.
Seu irmão mais novo, Marcus Giles, é também um ex-jogador da Major League, que atuou como defensor interno mais notadamente pela equipe do  Atlanta Braves.